# 越南共产党驻龙州秘密机关旧址
越南共产党驻龙州秘密机关旧址，位于中国广西壮族自治区龙州县龙州镇南街99号，为一个全国重点文物保护单位。2009年，广西壮族自治区人民政府公布为第六批广西壮族自治区文物保护单位，类型为近现代重要史迹及代表性建筑。2013年5月，中国国务院公布为第七批全国重点文物保护单位（近现代重要史迹及代表性建筑）。
越南共产党驻龙州秘密机关旧址的历史年代为近代。